# 宮崎昭威
宮崎昭威（みやざき　てるたけ、1928年１月12日-2015年2月9日）は、英文学者。
東京出身。法政大学文学部英文科卒、同大学院中退、中央大学経済学部助教授、教授、98年定年退任、名誉教授。

## 著書
- 『鉄道・バス利用のイギリス史跡めぐり』太陽出版 1980
- 『鉄道・バス利用のアイルランド史跡めぐり』太陽出版 1982
- 『ロンドン歴史・文学散歩 市内と近郊をめぐって』三修社 コロン・ブックス 1984
- 『スコットランドの旅』三修社 コロンブックス 1985
- 『鉄道・バス利用のイギリスの旅』太陽出版 1988
- 『鉄道・バス利用のアイルランドの旅 最新版』太陽出版 1989
- 『続・鉄道・バス利用のイギリスの旅』太陽出版 1992
- 『鉄道・バス利用のロンドンの旅 堪能版』太陽出版 1994
- 『イギリスの旅 歴史・文学・地誌をたずねて イングランド編』太陽出版 1996
- 『イギリスの旅 歴史・文学・地誌をたずねて スコットランド・ウエルズ・島嶼編』太陽出版 1996

翻訳
- アーサー・フォード『サイキック 死者との交感』村松仙太郎共訳 荒地出版社 1959

## 論文
- Cinii

## 注
1. ↑  おくやみ:東京新聞
2. ↑  『全国大学職員録』